# 一万田尚登
- 一万田尚登
- 一萬田尚登

一萬田 尚登（いちまだ ひさと、1893年（明治26年）8月12日 - 1984年（昭和59年）1月22日）は、日本の銀行家、政治家。位階は正三位、勲等は勲一等。姓は新字体で一万田とも表記される。
日本銀行総裁（第18代）、大蔵大臣（第58・59・60・63代）、衆議院議員（5期）。

## 概要
日本銀行総裁としての在任期間3115日間は黒田東彦に次ぐ歴代二位である。一萬田自身の鋭い眼光の目つきと彫りの深い容貌もあいまって「法王」の異名を取り、戦後の金融界、経済界に重きを成した。
太平洋戦争後、連合国軍最高司令官総司令部占領下のインフレと資金不足の困窮経済のなか、大蔵省ではなく金融政策を掌る日本銀行が実質的に金融行政を掌握していたことが一萬田の力の背景にあった。一萬田自身の強力な政治力を背景に、政策委員会は日本銀行の下に置かれることとなり、議長の座も日本銀行総裁が兼ねることとなった。しかし、池田勇人や山際正道らとの日本銀行法改正論議を端緒にした大蔵省の権能の増大、また日本輸出入銀行による輸出補助金の割り当て権限を背景とした通商産業省の権能の増大、などにともなって、日本銀行そのものの役割は薄まることとなった。占領行政を脱した後に大蔵大臣となった際に、次官の平田敬一郎と対立して更迭しようとしたが、省内から大反発を受けてこれを断念せざるを得ないこともあった。

## 来歴

### 生い立ち
1893年、大分県大分郡野津原村（後の野津原町、現在の大分市野津原地区）に生まれた。先祖は豊後大友氏の支族、一萬田氏で大友能直の第六子一万田時景を始祖とし代々大友氏の重臣として著名であった。旧制大分県立大分中学校（現在の大分県立大分上野丘高等学校）を卒業し、第五高等学校に入学した。その後、東京帝国大学法科大学政治学科に進み、1918年に卒業した。

### 日銀マンとして

1951年9月8日、日本国との平和条約に署名する首席全権吉田茂らと

東京帝国大学卒業後、日本銀行に入行した。1944年には、日本銀行の理事に就任した。1946年、前任の新木栄吉の公職追放に伴い、日本銀行の第18代総裁に就任した。
インフレーション下の戦後日本経済再建のため、日本銀行は金融面での絶大な権威を持ち、ローマ教皇庁にたとえられたことから、「一萬田法王」の異名を取った。
1948年（昭和23年）12月17日、昭和天皇に「現下並びに近年将来の財政事情」と題して進講する。
1951年のサンフランシスコ講和会議では、大蔵大臣の池田勇人、国民民主党最高委員長の苫米地義三、自由党の星島二郎、緑風会総会議長の徳川宗敬とともに全権委員となり、首席全権である内閣総理大臣の吉田茂とともにアメリカ合衆国を訪問した。
1954年、日本銀行総裁を辞任した。一萬田の後任には、かつて総裁を務めた新木栄吉が再び就任した。

### 政治家として
1954年、第1次鳩山一郎内閣の発足にともない、政財界の有力者である肥田琢司による推薦で民間人閣僚として大蔵大臣に就任した。非国会議員としては、最後の大蔵大臣となる。大臣在任中の1955年に実施された第27回衆議院議員総選挙で大分県第1区から日本民主党で立候補して初当選。1956年に発足した第2次鳩山一郎内閣では、大蔵大臣に再任された。同年、自由党と日本民主党との保守合同にともない、自由民主党が発足した。これを受け、第2次鳩山一郎内閣は内閣総辞職したうえで、第3次鳩山一郎内閣が発足した。一萬田も自由民主党の結成に参加するとともに、第3次鳩山一郎内閣の大蔵大臣に再任された。翌年、石橋内閣の発足にともない、大蔵大臣を退任した。
1957年に発足した第1次岸改造内閣において、大蔵大臣に就任し、デフレ政策を実行した。「デフレの山も富士山で言えば八合目。ここらで、ミルクでも飲んで後一息」と語り「富士山八合目ミルク論」と話題をまく。1958年、第2次岸内閣の発足にともない、大蔵大臣を退任した。
1962年11月、大分県庁舎建築資金として10万円寄付により1964年4月4日紺綬褒章を受章する。
1965年4月の春の叙勲で勲一等に叙され、瑞宝章を受章する。1969年、衆議院解散にともない、政界から引退した。
1984年1月22日、心不全のため、死去した。90歳没。同年2月17日、特旨を以て位記を追賜され、死没日付をもって正三位に叙され、旭日大綬章を追贈された。墓所は杉並区築地本願寺和田堀廟所。

## 発言
総裁就任後、ただちに連合国軍最高司令官ダグラス・マッカーサーに会見を申し入れ、「日本経済の実情を知って欲しい。ありのままのことを話し私の意見を言うから、気に入らないことは聞き流しても結構だ」と率直に伝え、信頼関係を築いたといわれる。
日本銀行総裁として金融行政で慎重に注意深く実施したものの、金融政策と産業振興について国会で問われた際に「何か金融というものが産業に優先しているというような、そういうけちくさい考えは少しも持っておりません」と前置きした上で「道楽している場合に、女房役の金融というものは、懷中を預かっているのは当然なんだが、それを道楽している者に懷中を預けておけば、翌日配給物も受取れません。そういうようなことでは国がつぶれます。それだから、産業が真にインフレ的な考えから目ざめてやってくれれば、女房役はむしろお小づかいはどうだろうかくらいに思って、知らぬうちにたもとの中に小づかいを入れてくれるようになるのです。問題はそこにあると思うのです」と野放図な金融拡大を諫めている。
川崎製鉄（現在のJFEスチール）の西山弥太郎が主導して千葉に本格的高炉を備えた製鉄所を建設しようとした際に「建設を強行するなら今にペンペン草をはやしてやる」と言ったと俗に言われているが、一万田自身は経済安定九原則下での金融引き締め政策の中で企業規模に比して過大な投資に懸念を抱き国産の鉄鋼生産の拡充の必要性を問われて「鉄鋼などは何も国産に拘らずとも外国から安いのを買えば宜しい。仮に無理矢理製鉄所を新設しようとしてみたところで結局はペンペン草が生えるだけにしかならない」と国際分業の中でのポジションで発言したことが誤って広まったと言われている。また自動車工業についても「国際分業の中では日本が自動車工業を育成するのは無意味である」と不要論を唱えた。

## 人物
国際基督教大学（ICU）の設立にあたり、尚登自身は仏教徒でクリスチャンではないにもかかわらず募金運動の先頭に立ち、1949年（昭和24年）の半年間に1億5000万円を集めた。
頭が禿げることを心配したため、27歳から頭髪は洗わないでヘア・ローションでぬぐって済ませるという習癖を持っていた。
長く聖徳太子の肖像画が紙幣に使用されていたが、敗戦後GHQにより太子の紙幣が廃止されるのを阻止している。また、大隈重信が設立した日印協会の第5代会長をつとめている。

## 年譜

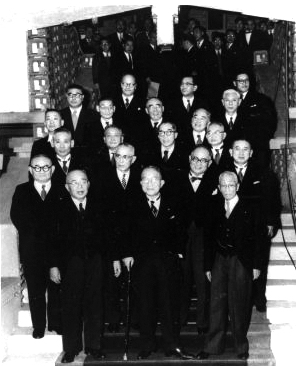
1954年12月10日、第1次鳩山一郎内閣の閣僚らと

- 1893年 - 大分県大分郡野津原村にて誕生。
- 1918年 - 東京帝国大学法科大学卒業。
- 1918年 - 日本銀行入行。
- 1944年 - 日本銀行理事。
- 1946年 - 日本銀行総裁。
- 1951年 - サンフランシスコ講和会議日本全権代表。
- 1954年 - 日本銀行総裁辞任。
- 1954年 - 大蔵大臣（第1次鳩山一郎内閣）。
- 1955年 - 第27回衆議院議員総選挙当選。
- 1955年 - 大蔵大臣（第2次鳩山一郎内閣）。
- 1955年 - 大蔵大臣（第3次鳩山一郎内閣）。
- 1957年 - 大蔵大臣（第1次岸改造内閣）。
- 1958年 - 第28回衆議院議員総選挙当選。
- 1960年 - 第29回衆議院議員総選挙当選。
- 1963年 - 第30回衆議院議員総選挙当選。
- 1967年 - 第31回衆議院議員総選挙当選。
- 1984年 - 死去。

## 家族
- 妻・一万田誠子 - 溝部洋六の妹。義兄に三浦義一
- 長女・山口和子 - 東急不動産常務・山口洋三（山口竹治郎の子）の妻
- 二女・井上朝子 - 東京熱エネルギー社長・井上琢郎（井上五郎長男、井上角五郎孫）の妻
  - 孫（二女の長男）・井上素彦 『「非常時の男」一万田尚登の決断力―孫がつづる元日銀総裁の素顔 』の著者
- 三女・一万田栄子 - 入夫にクレディ・スイスジャパン社長・一万田安城（旧姓井上、井上五郎三男、井上角五郎孫）

## 栄典
- 1964年 - 紺綬褒章
- 1965年 - 勲一等瑞宝章。
- 1984年 - 正三位、勲一等旭日大綬章。

## 著書

### 単著
- 『人間と経済』河出書房、1950年2月。
- 『現下の経済金融問題について』神戸商工会議所〈神戸商工会議所講演集 第19号〉、1950年。
- 『霞町雑記 ミルク論その後』学陽書房〈学陽新書〉、1955年9月。
- 一万田尚登伝記・追悼録刊行会編 編『一万田尚登 伝記・追悼録』徳間書店、1986年1月。

### 共著
- 一万田尚登、大内兵衛『日本経済の前途』労働文化社、1949年12月。
- 一万田尚登、高田保馬『日本民族の復興と経済の自立』改造社、1950年5月。
- 一万田尚登、黒田長礼『黒鳥』皇居外苑保存協会、1959年6月。
- 東京12チャンネル報道部 編『混乱から成長へ』学芸書林〈証言・私の昭和史 6〉、1969年12月。
- 『終戦後における金融政策の運営　一万田尚登元日銀総裁回顧録』島本禮一編 日本銀行調査局 1978

## 関連書籍
- 井上素彦『「非常時の男」一万田尚登の決断力 「行動すれども弁明せず」で日本再生に命を賭けた 孫がつづる元日銀総裁の素顔』井上琢郎監修（財界研究所、2002） ISBN 4-87932-026-9
- 阿部康二『一万田尚登伝 日本財界人物伝全集』東洋書館 1955
- 国会通信社編集部編『国会記者の眼で見た一万田尚登』国会通信社 1958
- 『昭和史をつくった二人 後藤文夫・一万田尚登回想録』アドバンス大分・おおいた文庫 1983